# Mere Broughton
Mary Mereiwa Broughton QSM (Hastings, 24 de diciembre de 1938 - Waitara, 31 de enero de 2016), de soltera Whakaruru, conocida como Mere Broughton, fue una sindicalista y activista del idioma maorí de Nueva Zelanda.

## Trayectoria
De ascendencia Te Āti Awa, Ngāti Awa, Ngāi Tūhoe, Ngāpuhi, Te Arawa y Ngāti Kahungunu, nació el 24 de diciembre de 1938 en Hastings y se crio en Te Teko y Kawerau antes de formarse como enfermera y trabajar en el Hospital Whakatane. El 21 de mayo de 1960 se casó con el sacerdote anglicano Ruka Broughton, con quien tuvo cinco hijos. Se divorciaron en 1978.

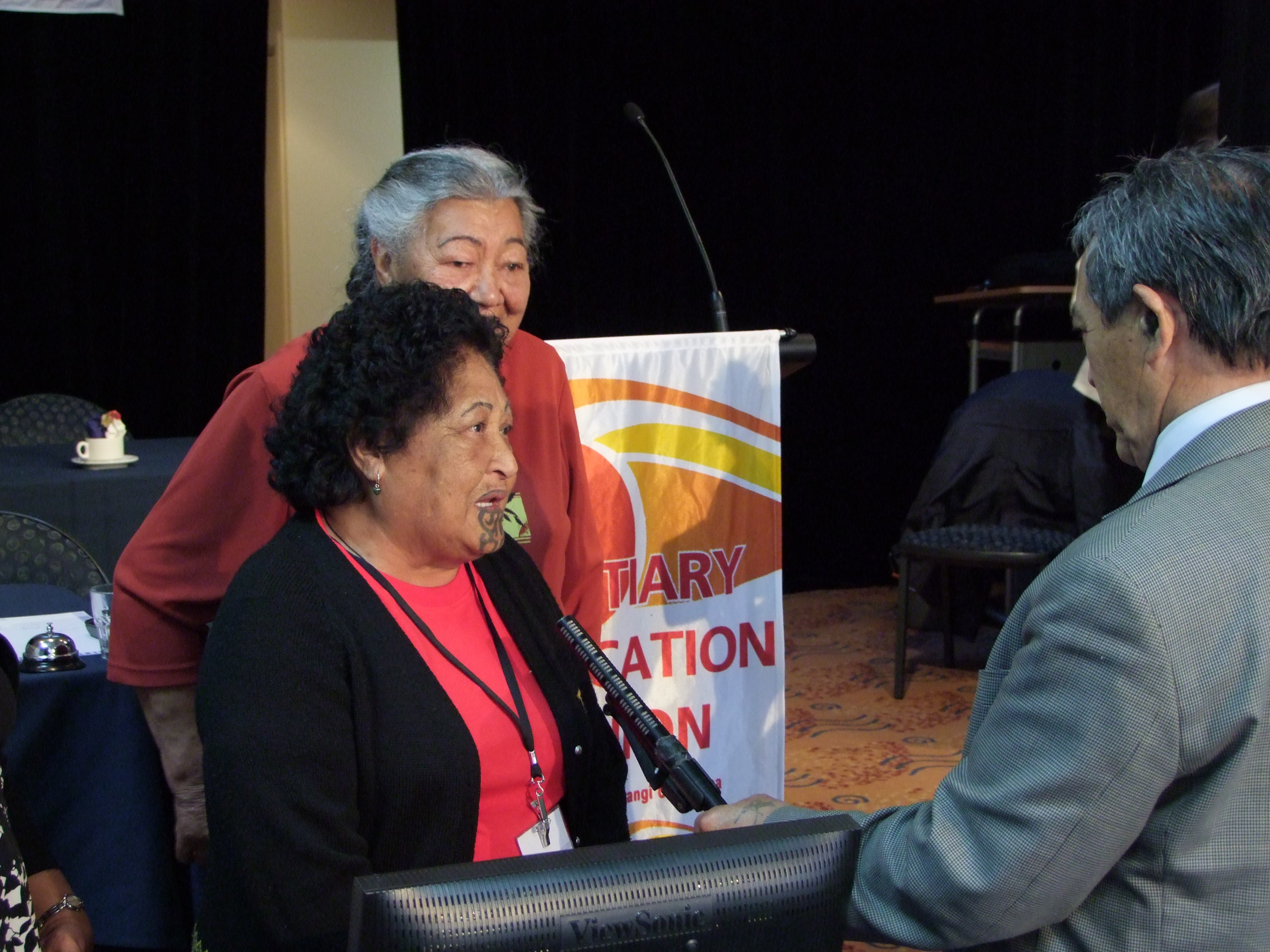
Broughton recibe una membresía vitalicia de Tertiary Education Union (2010).

En las décadas de 1970 y 1980, trabajó en la Universidad de Victoria, estableciendo Te Herenga Waka Marae con su esposo, Te Huirangi Waikerepuru, y Wiremu Parker. También en la universidad se involucró en los asuntos sindicales, en la Asssociation of University Staff  (TEU). En 2010, se convirtió en la primera miembro vitalicia de la TEU. Broughton estaba en Tekaumārua, la junta asesora del rey maorí, Tuheitia Paki. En 2014, formó parte de la delegación de Nueva Zelanda que envió las canoas de la Polynesian Voyaging Society, Hōkūle'a y Hikianalia.
Murió el 31 de enero de 2016 en su casa de Waitara y fue enterrada en Pakaraka Marae.

## Reconocimientos
Broughton fue reconocida con el Premio de Honor Cívico por el Ayuntamiento de Hutt en 1999. Fue galardonada con la Medalla al Servicio de la Reina por su servicio comunitario en los Honores de Año Nuevo de 2002. En 2009, recibió el premio Tā Kīngi Ihaka de la agencia nacional de desarrollo de las artes, Creative New Zealand, en reconocimiento a su contribución de por vida al desarrollo y la conservación de las artes y la cultura maoríes.